# Schlacht bei Płowce
In der Schlacht bei Płowce kämpfte am 27. September 1331 ein Deutschordensheer unter Dietrich von Altenburg gegen eine polnische Streitmacht unter König Władysław I. Ellenlang.

## Schlacht
Seit 1327 befand sich der Deutsche Orden mit dem Königreich Polen im Krieg. Gleichzeitig verbündete sich der Orden mit dem König Johann von Böhmen gegen Władysław I. Ellenlang. Johann von Böhmen erhob Anspruch auf die polnische Krone. Das Heer Johanns sollte sich bei Kalisz mit dem Deutschordensheer verbinden und dann in Kujawien vorstoßen. Da sich Johann mit dem Vormarsch verspätete, nahmen die Ordensritter am 27. September 1331 eigenständig Radziejów und marschierten Richtung Brześć Kujawski ein. Władysław I. Ellenlang verfolgte das Ordensheer und bot ihm am nächsten Tag die Schlacht an. Zunächst griff der Woiwode von Posen Wincenty z Szamotuł mit seinen Rittern an. Später kam das polnische Hauptheer unter Władysław I. Ellenlang hinzu. Als für den Orden Verstärkung anrückte, zog Władysław I. Ellenlang seinen Sohn und Nachfolger Kasimir von der Schlacht ab. Bei Eintritt der Dämmerung entschied sich Władysław I. Ellenlang zum Abbruch der Schlacht und zog sich zurück. Wigand von Marburg soll auf dem Schlachtfeld 4187 Gefallene gezählt haben. Otto von Lautenberg brach den Vormarsch nach Brześć Kujawski ab und zog sich nach Thorn zurück. Auch Johann von Böhmen zog sich darauf aus Polen zurück. Insofern war die unentschiedene Schlacht ein strategischer Sieg für Władysław I. Ellenlang. Den Krieg gegen den Orden beendete erst sein Sohn Kasimir 1343 mit dem Frieden von Kalisz 1343, den Konflikt mit Johann von Böhmen 1335 mit dem Hoftag von Visegrád.